# Eutin
Eutin és una petita ciutat del nord d'Alemanya, capital del districte d'Ostholstein a l'estat federat de Slesvig-Holstein.

## Geografia
Eutin està ubicat enmig del parc natural "Holsteinische Schweiz", uns 100 km al nord-est d'Hamburg.

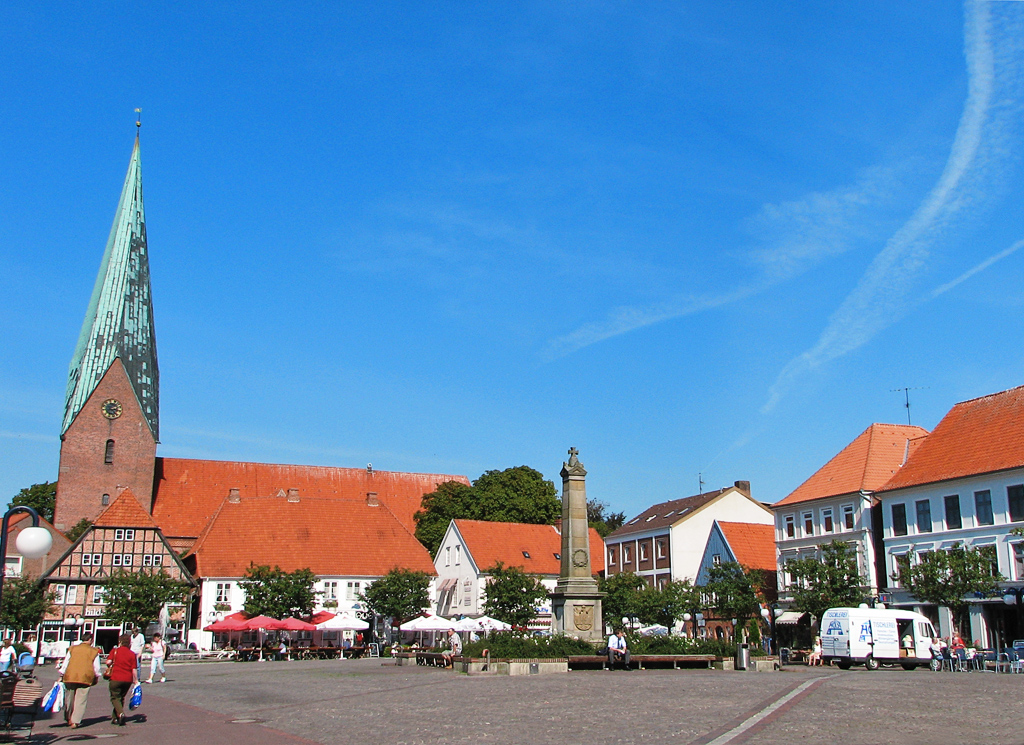
Plaça del Mercat i Catedral de Sant Miquel

## Història
La primera població, denominada "Utin", estava situada a una illa del "gran llac" i era d'origen eslau. Al segle xii pobladors holandesos (12 famílies) es van establir al que ara és el centre històric d'Eutin. El bisbe de Lübeck, Gerold, l'any 1156 va fundar un mercat i es va construir una residència a Eutin.
El poble va créixer molt i, finalment, l'any 1257 Eutin va aconseguir els privilegis de ciutat. Quan el Bisbat de Lübeck va ser secularitzat el 1803, la població passà a dependre del Ducat d'Oldenburg.
L'any 1937, Eutin va passar a pertànyer a Prússia, des de 1946 forma part de l'estat federal de Slesvig-Holstein.
Eutin fou el lloc on veié la llum el compositor Carl Maria von Weber. Per a honorar-lo, hom construí un auditori a l'aire lliure (Freilichtbühne) el 1951, on cada estiu s'hi fa un festival (Eutiner Festspiele) amb interpretació d'obres orquestrals i òperes.

## Monuments
- El castell (Eutiner Schloss) es remunta al 1160, tot i que ha sofert considerables reformes amb el pas del temps. Acull un museu (el Ostholstein-Museum), dues biblioteques i uns jardins d'estil anglès.
- La catedral de Sant Miquel, del segle xiii
- La Plaça del Mercat
- La Torre de l'Aigua, del 1909, en estil neogòtic
- A 5 km de la ciutat, el Pavelló de Caça del Llac Uklei, bastit el 1776

## Ciutadans famosos

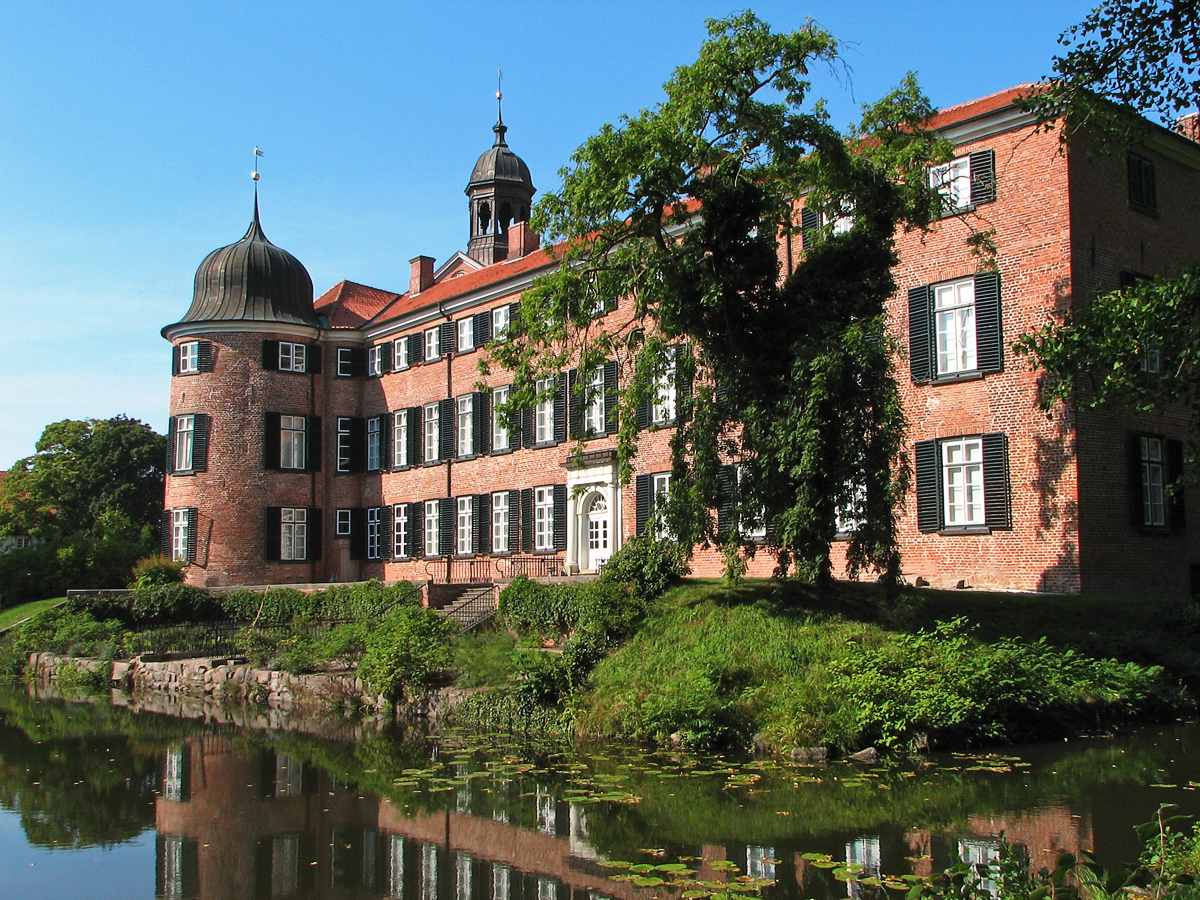
Castell d'Eutin

- Nikolaus Mercator (c.1620 – Versalles, 1687), matemàtic i teòric de la música
- Johann Heinrich Voß (1751 – 1826), poeta i traductor
- Carl Maria von Weber (1786 – 1826), compositor